# یواس‌اس کارلیسل (ای‌پی‌ای-۶۹)
یواس‌اس کارلیسل (ای‌پی‌ای-۶۹) (به انگلیسی: USS Carlisle (APA-69)) یک کشتی بود که طول آن ۴۲۶ فوت (۱۳۰ متر) بود. این کشتی در سال ۱۹۴۴ ساخته شد.